# Uriel Villegas Ortiz
Uriel Villegas Ortiz fue un abogado y juez mexicano. Nació en Ciudad Juárez, Chihuahua en el año de 1977. Estudió la licenciatura en derecho de 1996 a 2001 en la Universidad de Sonora titulándose con la tesis "Los Verdaderos Alcances de las Fracciones II y III del Artículo 103 Constitucional".

## Juez de Distrito
Dentro del Poder Judicial de la Federación, fue oficial y actuario judicial en el Juzgado Décimo de Distrito en el Estado de Sonora; secretario en el Juzgado Tercero de Distrito en Materia Penal en el Estado de Jalisco; secretario en el Tribunal Colegiado en Materia Penal del Décimo Sexto Circuito; secretario en el 1.er Tribunal Colegiado en Materia Penal del Décimo Sexto Circuito en el Estado de Guanajuato.
En marzo de 2017 fue nombrado Juez Sexto de Distrito de Procesos Penales Federales en el estado de Jalisco, cargo con el que ordenó en marzo de 2018 el traslado del narcotraficante Rubén Oseguera González (hijo de Nemesio Oseguera Cervantes, alias El Mencho) del Penal Federal 13 de Oaxaca a la cárcel 2 de Occidente, en El Salto, Jalisco, antes de su extradición a Estados Unidos; posteriormente fue Juez Noveno de Distrito de Amparo en Materia Penal en el Estado de Jalisco; y desde el 1 de febrero de 2020, Juez de Distrito del Centro de Justicia Penal Federal en el Estado de Colima.
Luego del asesinato de la diputada local Francis Anel Bueno Sánchez, el juez Villegas libró una orden de aprehensión contra Jaime Tafolla alias "El Alacrán" y Ayard Buenrostro alias "El Canelo", integrantes del Cártel de Jalisco Nueva Generación, así como ejecutó una orden de cateo en la que fueron detenidos padre, madre, hermano y cuñada de alias "El Alacrán", donde fueron aseguradas armas de fuego de uso exclusivo del ejército y droga.

## Asesinato
Fue asesinado en su domicilio en la colonia Real Vista Hermosa junto a su esposa en la ciudad de Colima el 16 de junio de 2020 alrededor de las 11 de la mañana cuando un grupo de hombres armados le dispararon en al menos 20 ocasiones. Su muerte fue confirmada por el ministro presidente de Suprema Corte de Justicia de la Nación durante la Sesión remota del Pleno de la Suprema Corte de Justicia de la Nación con las siguientes palabras: 

Acabo de recibir una terrible noticia. Fue ejecutado el señor juez de distrito Uriel Villegas Ortiz, Juez de Distrito en el Centro de Justicia Penal Federal de Colima junto con su señora esposa Verónica Barajas. Quiero expresar mi más enérgico rechazo a la violencia y lamentar este hecho que nos duele a todo el Poder Judicial de la Federación y a todas y todos los mexicanos. Pedimos a las autoridades competentes su apoyo para garantizar la seguridad de las juezas y jueces federales y de sus familias, y que se investigue y se deslinden las responsabilidades correspondientes. Por lo que a nosotros nos toca, revisaremos la situación de las juezas y jueces. Tenemos que decir con contundencia un no a la violencia, tenemos que reiterar que el camino para resolver las cuestiones tiene que darse a través del derecho y a través de los instrumentos que un estado democrático establece, y que es obligación del Estado garantizar la seguridad de todas y todos los ciudadanos del país, pero de manera especial de aquellos quienes con valentía y con vocación arriesgan su vida para proteger los derechos de todas y de todos. Descansen en paz nuestros compañeros, y hago extensivo mi pésame a toda su familia, a todos sus amigos y a todo el Poder Judicial Federal en este momento especialmente triste.

Posteriormente, luego de la intervención de la ministra Norma Lucía Piña Hernández, el ministro presidente levantó la sesión para atender personalmente el asesinato. Ese mismo día, la Fiscalía General de la República atrajo de manera inmediata las investigaciones de ambos delitos. El secretario de Seguridad y Protección Ciudadana, Alfonso Durazo Montaño, instruyó al Centro Nacional de Inteligencia y a la Guardia Nacional que proporcionaran todo el apoyo posible en la investigación correspondiente, mientras que la secretaria de Gobernación condenó el doble homicidio. Estos actos criminales se suman a la ola de violencia que vive el Estado de Colima, y es posterior al asesinato de la diputada local Francis Anel Bueno Sánchez.
El 22 de junio de 2020 la delegación de la Unión Europea en México, así como las embajadas de Noruega y Suiza condenaron los asesinatos del juez Villegas, su esposa y la diputada Francis Anel Bueno Sánchez:

"Las muertes, en ocasiones distintas, demuestran una vez más el preocupante grado de violencia e intimidación en el Estado de Colima y en el país, y es un ataque directo a dos instituciones claves para la democracia: el Poder Judicial y el Poder Legislativo... Saludamos las firmes declaraciones del Presidente López Obrador, así como del Presidente de la Suprema Corte de Justicia de la Nación, Arturo Zaldívar, que dejaron muy claro que estos atroces y abominables crímenes no se toleran en el país y que los responsables serán castigados"

El 28 de junio de 2020 la Fiscalía General de la República informó que detuvo en coordinación con la Secretaría de Marina detuvieron a Jaime Tafolla Ortega alias "El Alacrán", presunto implicado en el homicidio del juez Villegas y de la diputada Anel Bueno, ya que fue este juez quien libró una orden de aprehensión contra Tafolla Ortega y Ayard Buenrostro alias "El Canelo".

## Obras
- Procedimiento Abreviado en el Nuevo Sistema de Justicia Penal Acusatorio. Comentarios sobre su Incompatibilidad con el Derecho Fundamental, editorial Revista Exlege Electrónica, Universidad de la Salle.